# Институт Сервантес
Институт Сервантес (на испански: El Instituto Cervantes) е държавна институция, създадена през 1991 г. от правителството на Испания като единствена официална културна институция с нестопанска цел за популяризиране на испанския език и испаноезичната култура в света. Носи името на световноизвестния испански писател, авторът на романа „Дон Кихот“, Мигел де Сервантес.

## Дейност
Институт Сервантес – София е официално открит през февруари 2006 г. от принца и принцесата на Астурия. Освен курсове по испански език Институт Сервантес – София организира културни прояви.
DELE: Диплома по испански като чужд език
Дипломите по испански като чужд език (DELE) са официални документи, удостоверяващи нивото на владеене на испански език, които Институт Сервантес издава от името на Министерството на образованието и науката на Испания.
AVE: Курс по испански език по Интернет
AVE е виртуалната среда за изучаване на испански език на Институт Сервантес. Виртуалната класна стая по испански обединява информационните и комуникативните технологии за целите на обучението по испански език. С нея Институт Сервантес постига целта си да осигури качествено и престижно обучение, което пренася преподаването на испанския език и разпространението на испаноезичната култура в епохата на новите технологии.